# Mărțișor (plantă)

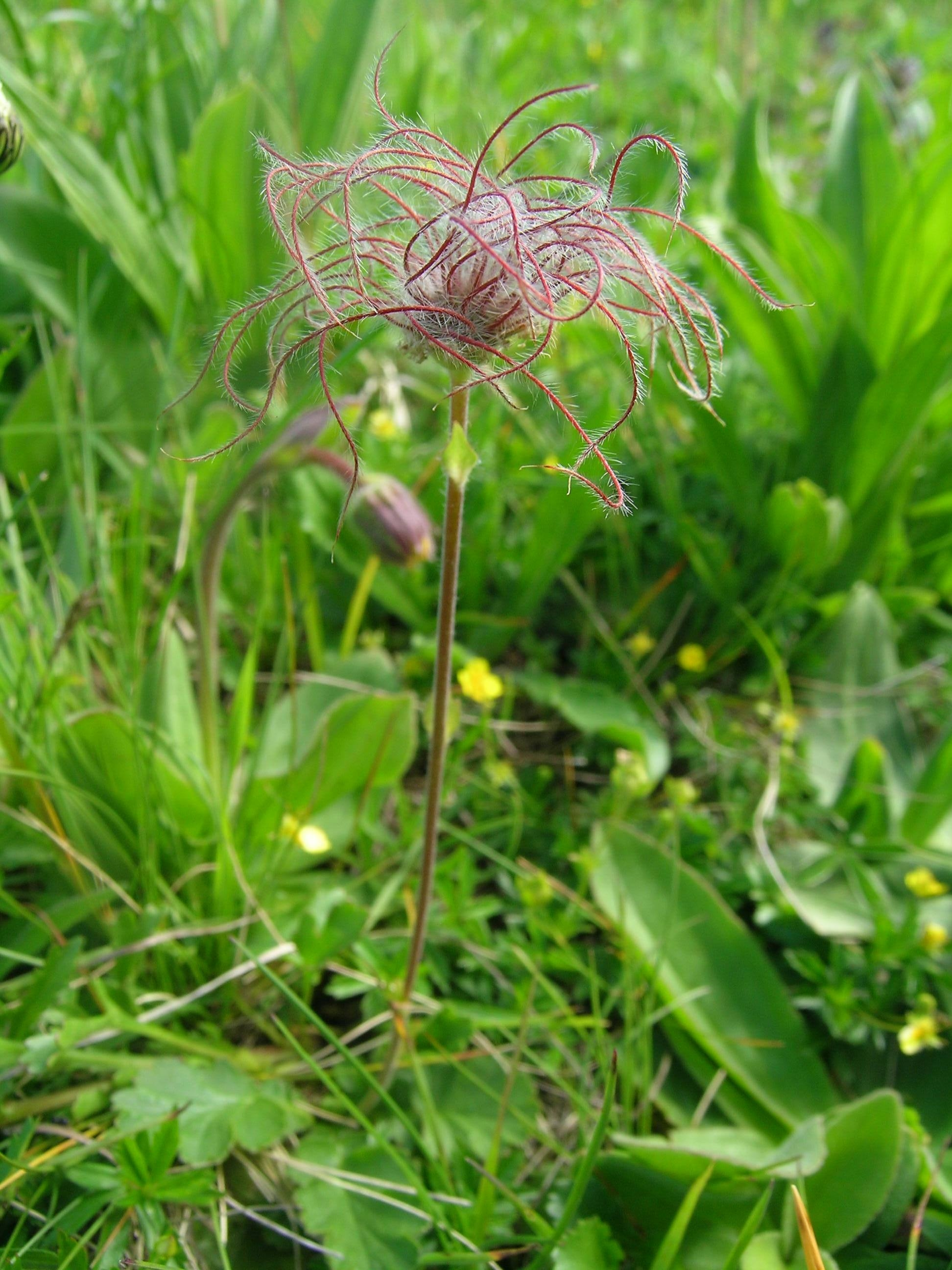
Fructul are mai multe prelungiri

Mărțișor (Geum montanum - L.) este o plantă din familia Rosaceae. Tulpina este păroasă, frunzoasă, cu o înălțime de 5–18 cm. Frunzele sunt dințate pe margini. Tulpina se termină de obicei cu o singură floare cu diametrul de 20–30 mm, cu 5-7 petale galbene. Fructul are mai multe prelungiri de culoare roșie. Planta înflorește în lunile mai-august. În România este răspândită prin munții Carpați și munții Apuseni, crește de obicei prin pășuni și alte locuri mai ierboase.